# Surplex
Družba Surplex GmbH s sedežem v Düsseldorf je industrijska dražbena hiša, specializirana za trgovino z rabljenimi stroji. Družba kupuje in prodaja rabljene stroje in industrijsko opremo po vsem svetu, prireja spletne dražbe ter pripravlja strokovna mnenja in ocene. Spada med redka podjetja nekdanje nove ekonomije, ki danes niso v rdečih številkah.

## Zgodovina

### Ustanovitev
Družbo Surplex.com AG sta konec leta 1999 ustanovila brata Bruno in Florian Schick kot tipično zagonsko podjetje dobe razcveta spletnih podjetij. Njuna osnovna zamisel je bila razvoj lastne spletne tržnice, ki bi poenostavila trgovino z rabljenimi stroji in poskrbela za preglednost na zelo razdrobljenem trgu rabljenih strojev.
Ta poslovni model je privabil številne institucionalne in zasebne vlagatelje. Mednarodni konzorciji tveganega kapitala, na primer Carlyle Group ali francoska skupina Vivendi, so v družbo skupaj vložili okoli 50 milijonov evrov. Družbi Surplex so se pridružili tudi priznani zasebni vlagatelji, na primer Lars Schlecker, Lars Windhorst, Marc Schrempp ali predsednik uprave Fiata Paolo Fresco.
Surplexovo računalniško okolje za medpodjetniško poslovanje je bilo že v začetku vodilno okolje za prodajo rabljenih strojev in opreme in leta 2001 ga je podjetje Forrester Research ocenilo kot najboljše računalniško okolje. Do leta 2006 je družba Surplex izdajala največjo strokovno revijo za rabljeno industrijsko blago na svetu .communicator (z naklado 45.000 izvodov).

### Kriza (2001–2003)
Ob poku mehurčka dot-com je tudi družba Surplex.com AG zapadla v resno krizo. Zaprla je podružnice, sedež podjetja preselila iz Berlina nazaj v Düsseldorf in ukinila večino od približno 140 delovnih mest. Marca 2003 je vodstvo družbe prevzel Michael Werker, ki je v Surplex prišel iz tradicionalnega strojegradbenega koncerna Deutz.

### Konsolidacija (2004–2009)
Med letoma 2004 in 2009 je računalniško dražbeno okolje surplex.com doživljalo stalen razvoj. Od takrat družba Surplex pripravlja velike industrijske dražbe, npr. za družbe Linde, ABB, ThyssenKrupp in Bayer. Prvotno samo digitalni poslovni model so dopolnile analogne storitve, ki so pogoste pri tradicionalni trgovini s stroji. S to strategijo povezovanja spletnih in nespletnih storitev sta Michael Werker in Uli Stalter v začetku leta 2009 ustanovila družbo Surplex GmbH.

### Mednarodno širjenje (od leta 2010)
Od leta 2010 družba Surplex GmbH beleži stalno rast. Število zaposlenih se je do leta 2020 povečalo s 15 na več kot 200, medtem ko je promet zrasel na skoraj 100 milijonov evrov (2019). Leta 2013 je bila kot prva podružnica zunaj Nemčije ustanovljena italijanska družba Surplex Srl. Danes ima Surplex pisarne v 13 evropskih državah (stanje novembra 2020), na primer v Španiji, Franciji in Veliki Britaniji.
Poleti 2020 se je Michaelu Werkerju in Ulrichu Stalterju kot tretja članica uprave pri vodenju družbe pridružila Ghislaine Duijmelings, ki ima bogate mednarodne izkušnje.

## Izdelki
Leta 2020 je središče poslovanja družbe računalniško dražbeno okolje v 16 jezikih. Na več kot 500 dražbah se letno proda več kot 55.000 kosov industrijske opreme. Ta industrijska oprema na dražbo običajno pride zaradi zaprtja obratov, prestrukturiranja ali plačilne nesposobnosti. Surplex nudi neposredno prodajo in vse nespletne storitve, potrebne za globalno trgovanje z rabljenimi stroji. Mednje spadajo razstavljanje, natovarjanje in izvajanje carinskih postopkov. Pod blagovno znamko Valuplex družba Surplex pripravlja strokovna mnenja in ocene.